# Brezičani (Čelinac)
Brezičani (szerbül: Брезичани), település Bosznia-Hercegovinában, a Bosanska Krajina keleti részén, Čelinac községben, a Szerb Köztársaságban. 

## Fekvése
A település Bosznia-Hercegovina északi részén, Banja Lukától légvonalban 27, közúton 40 km-re, községközpontjától légvonalban 18, közúton 25 km-re északkeletre, 195-325 méteres magasságban fekszik.

## Népessége

### A település népessége
| Nemzetiségi csoport | Népesség 1991 | Népesség 2013 |
| ------------------- | ------------- | ------------- |
| Szerb               | 501           | 403           |
| Bosnyák             | 0             | 0             |
| Horvát              | 1             | 0             |
| Jugoszláv           | 11            | 0             |
| Egyéb               | 4             | 2             |
| Összesen            | 517           | 405           |

## Története
A térség 1878-ig tartozott az Oszmán Birodalomhoz, ekkor a berlini kongresszus határozata alapján az Osztrák-Magyar Monarchia része lett. 1910-ben a prnjavori járáshoz tartozó településen 25 háztartást és 185 ortodox lakost találtak.A monarchia szétesésével 1918-ban előbb a Szerb-Horvát-Szlovén Királyság, majd 1929-től a Jugoszláv Királyság része. 1921-ben Branešci településnek 750 ortodox, 60 római katolikus, 8 evangéliukus 94 muszlim lakosa volt. Az 1929-es törvény értelmében, amikor Bosznia-Hercegovinát négy banovinára, Drinskára, Vrbaskára, Zetskára és Primorskára osztották, a település a Vrbaska banovina része lett, amelynek székhelye Banja Luka volt. Jugoszlávia megszállása után a Független Horvát Állam (NDH) része lett. 1941. szeptember 23-án Brežićanit kifosztották és felégették az usztasák, a lakosságot pedig lemészárolták. Az usztasákat, amelyekben ukránok és lengyelek is voltak, a tešnji Suljo Bukvić vezette. A lakosság egy részét, akit meg nem öltek, a jasenovaci usztasa táborba, vagy németországi fogságba hurcolták, ahol megölték őket.
A daytoni békeszerződést követő területfelosztásnál a település Čelinac község részeként a Szerb Köztársaság területéhez került.

## Nevezetességei
- Itt található a falu Szentháromság tiszteletére szentelt temploma. A Szentháromság-templomot 2010. május 16-án szentelte fel Jefrem Banja Luka-i püspök. A helyi ortodox hívek a branešci plébániához tartoznak.[6]

- Brezičaniban áll a fasiszta terror áldozatainak emlékműve, amelyet az 1941. szeptember 23-án lezajlott usztasa mészárlásban elhunyt szerbeknek szenteltek. A bűncselekmény áldozatait tömegsírokban temették el.[5]